# James H. Hurley
James Herschel „Jim“ Hurley (* in Moscow, Idaho) ist ein US-amerikanischer Biophysiker, Zell- und Molekularbiologe an der University of California, Berkeley. Hurley befasst sich mit Proteinen, die Form und Funktion von Biomembranen bestimmen, insbesondere dem ESCRT-System (endosomal sorting complexes required for transport), mit Autophagozytose und Mitophagie.

## Leben und Wirken
James Hurley wuchs in Boulder, Colorado, und Santa Cruz, Kalifornien, auf. Er erwarb an der San Francisco State University 1984 einen Bachelor und 1986 einen Master in Physik und 1990 bei Robert M. Stroud an der University of California, San Francisco, mit der Arbeit Structural Basis for Catalytic Activity and Regulation of Isocitrate Dehydrogenase einen Ph.D. in Biophysik. Als Postdoktorand arbeitete Hurley bei Brian W. Matthews an der University of Oregon. Von 1992 an war er Forscher an der Abteilung für Molekularbiologie am National Institute of Diabetes and Digestive and Kidney Diseases (NIDDK), einer Einrichtung der National Institutes of Health, zuletzt als Leiter der Abteilung für Strukturbiologie und Cell signaling. 2013 nahm er eine Professur an der University of California, Berkeley an. Hier ist er (Stand 2025) Kirsch Springer Chair in Biological Sciences und Professor für Zellbiologie.
Hurley untersucht die Interaktionen von Proteinen und Membranen, die die Form von Zellen und Zellorganellen über ihre Lebenszeit hinweg bestimmen – unter normalen Bedingungen und bei bestimmten Krankheiten, darunter Morbus Parkinson und HIV-Infektion. Hurley und Mitarbeiter verwenden Methoden wie Kryoelektronenmikroskopie, Kryoelektronentomographie und Rekonstitution. Hurley gehört oder gehörte zu den Herausgebern von Cell, Journal of Cell Biology, Journal of Molecular Biology und Proceedings of the National Academy of Sciences of the United States of America.
James Hurley hat laut Google Scholar einen h-Index von 105, laut Datenbank Scopus einen von 90 (Stand jeweils August 2025).

## Auszeichnungen (Auswahl)
- 2014 Hans Neurath Award der Protein Society[3]
- 2020 Mitglied der National Academy of Sciences[4]
- 2023 Humboldt-Forschungspreis[5]
- 2024 Mitglied der American Academy of Arts and Sciences[6]